# Ḩammāmlār
Ḩammāmlār (persiska: حَمّاملار, حمّام لار, هَمانلار) är en ort i Iran.   Den ligger i provinsen Västazarbaijan, i den nordvästra delen av landet, 600 km väster om huvudstaden Teheran. Ḩammāmlār ligger 1 379 meter över havet och antalet invånare är 936.
Terrängen runt Ḩammāmlār är kuperad åt sydväst, men åt nordost är den platt.Runt Ḩammāmlār är det ganska tätbefolkat, med 185 invånare per kvadratkilometer. Närmaste större samhälle är Qūshchī, 14,4 km nordost om Ḩammāmlār. Trakten runt Ḩammāmlār består i huvudsak av gräsmarker.